# 아로요몰리노스 (마드리드주)
아로요몰리노스(스페인어: Arroyomolinos)는 스페인 중부에 있는 마드리드 지방의 도시이자 지방 자치체이다. 인구는 2013년 기준으로 24,313명이다.

## 인구
아로요몰리노스의 인구는 최근 10년 간 급격히 증가했다.
| 2,709  | ...    | 3,017  | 3,011  | 3,824  | 4,700  | 5,428  | 6,116  | 7,099 |
| 2005년 | 2006년 | 2007년 | 2008년 | 2009년 | 2010년 | 2011년 | 2012년 |       |
| 8,246  | 9,020  | 9,771  | 11,804 | 13,825 | 16,207 | 19,523 | 22,476 |       |